# Bundesstraße 276
Die Bundesstraße 276 (Abkürzung: B 276) beginnt in Mücke und führt via Gedern und Wächtersbach nach Lohr.
Der Abschnitt Laubach–Schotten führt mit engen Kurven durch einsame Wälder, der Abschnitt Schotten–Gedern ist hingegen weit geschwungen. Beides sind sehr beliebte Motorradstrecken. Die anderen Abschnitte der B 276 eignen sich auch sehr gut zum Motorradfahren, es gibt mehrere Motorradcafes entlang der Strecke.
Die B 276 schließt den Spessart sowie den Vogelsberg an das Rhein-Main-Gebiet an. Die zur Anschlussstelle A 66 Bad Orb/Wächtersbach führende Bundesstraße ist deshalb von besonderer Bedeutung für die Pendler aus den umliegenden Gebieten.

## Verlauf
Die B 276 beginnt an der Kreuzung zur B 49 als Hauptstraße in Mücke und geht in südlicher Richtung weiter. Sie durchquert Stockhausen und Freienseen, bevor sie südwestwärts in ein Waldgebiet eintaucht, um wenig später bei Laubach wieder nach Südosten abzudriften. In Schotten trifft sie auf die von ihr abzweigende B 455, fließt weiter süd(öst)lich an Eschenrod vorbei und schlängelt sich immer wieder durch Wälder. Nördlich von Gedern biegt sie Richtung Nordosten ab und folgt dem Verlauf der B 275. Südlich von Hartmannshain trennt sich die B 276 wieder von der B 275 und fließt abermals südöstlich, dann an Völzberg und Lichenroth vorbei bis durch Wüstwillenroth. Sie verläuft nun südwestlich über Felder, geht durch südwärts durch Fischborn, Birstein und anschließend an Neuenschmidten vorbei durch Schlierbach. Weiter erstreckt sich die B 276 durch Hesseldorf, überquert dann bei Wächtersbach die Frankfurt-Bebraer Eisenbahn, unterfährt die A 66 (mit vorhandener Anschlussstelle Bad Orb-Wächtersbach) und fährt westwärts an ihrer Seite entlang bis nach Wirtheim.
Von hier verläuft sie gen Südosten an Kassel (Biebergemünd), Lanzingen und Roßbach sowie schließlich durch Bieber und nun vollends durch Wälder durch Flörsbach und Flörsbachtal. Die B 276 überquert die Grenzen von Hessen nach Bayern, und kommt nun auf ihrem Weg durch Frammersbach, Partenstein, wo sie unter der Main-Spessart-Bahn hindurchführt und deren Verlauf bis kurz vor Lohr am Main folgt. In dieser Stadt endet die B 276 und mündet direkt in die B 26.

## Geschichte

### Früherer Verlauf
Ursprünglich führte die Bundesstraße 276 von Wächtersbach durch Bad Orb nach Burgjoß, von dort durch Oberndorf, Pfaffenhausen und Lohrhaupten nach Frammersbach.

### Planungen und Ausbau
- Ortsumgehung Bieber, 0,6 km (BVWP 2030: Vordringlicher Bedarf, in Planung)
- Ortsumgehung Schlierbach, 3,0 km (BVWP 2030: Weiterer Bedarf)
- Südöstliche Fortsetzung von Lohr am Main bis Duttenbrunn als Zubringer zur geplanten B26n, ca. 17 km[2]